# 土持親成
土持 親成（つちもち ちかしげ）は、戦国時代から安土桃山時代にかけての武将。日向国北部の国人領主。県土持氏最後の当主。居城は縣松尾城。
大友家の資料では、「土持累代当主中でも親成は智勇兼備の良将であり、県土持氏の最盛期を築いた」と残されている。

## 歴史的背景（耳川以前の状況）
県土持氏は、日向国北部縣（あがた）を中心に栄えた平安時代よりの名門である。室町時代では日向守護職を兼務していた薩摩国島津氏と連携して勢力を保ってきた。しかし、水島の変を機に九州探題・今川了俊の命により日向伊東氏と共に島津討伐を行うことになり、島津氏との連携は断たれた。その後、事実上、日向守護職が空位になると、土持氏はその座をめぐって伊東氏と争うも、結果的に敗北し所領のかなりの部分を失った。以後、失領の回復が県土持氏の宿願となり、親成もその例に漏れなかった。
親成は当初、島津氏とは距離を置き、伊東氏と戦う上で後背となる豊後国の大友宗麟に対して娘を人質に出すなど大友氏に臣従した（旧記雑録後編十）。しかし、伊東氏の衰退に伴う島津氏の日向への本格的進出や、大友家中の混乱に加え、県土持氏が宇佐八幡宮の神官を出自とすることもあり、親島津・反大友に傾斜していく。

## 大友宗麟の日向攻めと県土持氏の滅亡
元亀3年（1572年）5月、木崎原の戦いの敗戦後、伊東氏が急速に衰亡。親成、財部土持氏の旧領を復すため、隙をついて門川城を攻めるも悉く城主・米良氏に防がれ、膠着状態になると、伊東氏側の要請で三田井親武が和睦に尽力し、高信に娘を嫁がせる条件で停戦する。
天正5年（1577年）12月10日、島津氏の調略によって伊東氏家臣が離反すると伊東義祐らは佐土原城・都於郡城を引き払い、大友氏を頼って豊後へ落ち延びる。以後、日向が島津氏の一円支配に入る。これに伴い、翌天正6年（1578年）1月2日、親成は土持相模守（高信）を派遣し島津義久と結び大友氏から離反、義久によって石塚、三ケ名を宛がわれた。また、親成は高千穂の北方、上野の玄武城城主・吉村種供を指嗾し、高千穂を押さえる三田井氏に対抗させ県の西側の安定を図るも、返って大友氏の援護が欲しい三田井氏に「土持に叛意有り」と通謀されている。
しかし、伊東義祐や一時は島津方についた米良四郎右衛門尉ら伊東家臣の要請により、同年3月15日に大友宗麟は3万（『延陵世鑑』）とも4万（フロイス『日本史』）とも言われる大軍を率いて日向へ侵攻する。これに伊東旧臣が呼応して、米良四郎右衛門尉らが大友勢の先方として門川方面から縣に攻め込み、石ノ城に潜伏中の長倉祐政も蜂起、これにて土持・島津間の連絡線がほぼ途絶する。親成はこれより先の2月に、慈福寺住職・藤寿を使者として派遣し大友方に和睦を請うていたが、藤寿は殺害され聞き入れられなかった。
大友義統率いる本隊は、宇目酒利に本陣を置き、梓峠越えで縣（延岡）へ向かう。縣攻めの主体は日出・玖珠・宇佐の兵といわれる。別動隊は肥後国から矢ケ嶺越えで高千穂へ向かい、玄武城（高千穂町）に拠った吉村氏が滅んだ。
同年4月7日、大友軍は日向に入り、社ケ原（やしろがはら）に布陣する。延岡の北・北川の橋岸塁では、家臣の奈津田（夏田）弾左衛門・安藤下総らが僅か数十名で応戦するなど、積極的な戦術で敢然と戦ったが衆寡敵せず突破され、松尾城を包囲された。4月10日、親成は盛んに烽火を上げ島津氏と連絡を取る様に見せかけ大友方を牽制したが、この策も見破られ（一説に角隈石宗）松尾城は陥落。親成は捕縛され、豊後への移送中に豊後浦辺にて自害させられた。なお、捕縛される以前に自害しなかった親成に対し、大友家中では彼を誹ったが、佐伯惟教は最後まで救おうとしたそうである。
なおこれらの戦闘において、キリスト教による理想国建設をめざしていた大友軍が縣領内の神社仏閣をことごとく焼き払った（フロイス『日本史』）ため、寺社建築・仏像・古文書など宮崎県北の文化財がことごとく破壊・破脚される。その結果、宮崎県北部地域の近世以前の一次史料は、ほぼ壊滅的に失われている。また、川内名というところに1489年に土持親栄が創建した曹洞宗吉祥寺が焼かれている。

## 系譜
- 父：土持親佐
- 室：佐伯惟教の妹
- 子
  - 男子：土持親信
  - 男子：土持直綱?
  - 男子：土持為綱?
  - 男子：土持栄武?
  - 養子：土持久綱（高信）

系譜については異説があり、島津家・大友家双方に残る史料によると、土持惟親－惟遠－惟仲－惟忠－（伊東氏より養子）親貫－親兼－時貫－親用－親成であるという。子は養子・高信と実子・親信。他に直綱・為綱・栄武がいたとされるが、兄弟の順や嫡子・非嫡子・養子の詳細は不明。為綱は衛藤太郎左衛門尉の名で秋月家に仕え天正15年に戦死しているとの記述がある様である。